# Rock in Rio

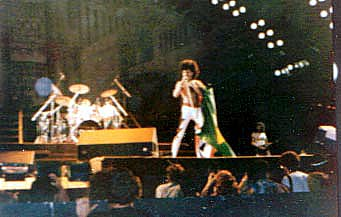
Выступление Queen на первом «Rock in Rio» в 1985 году

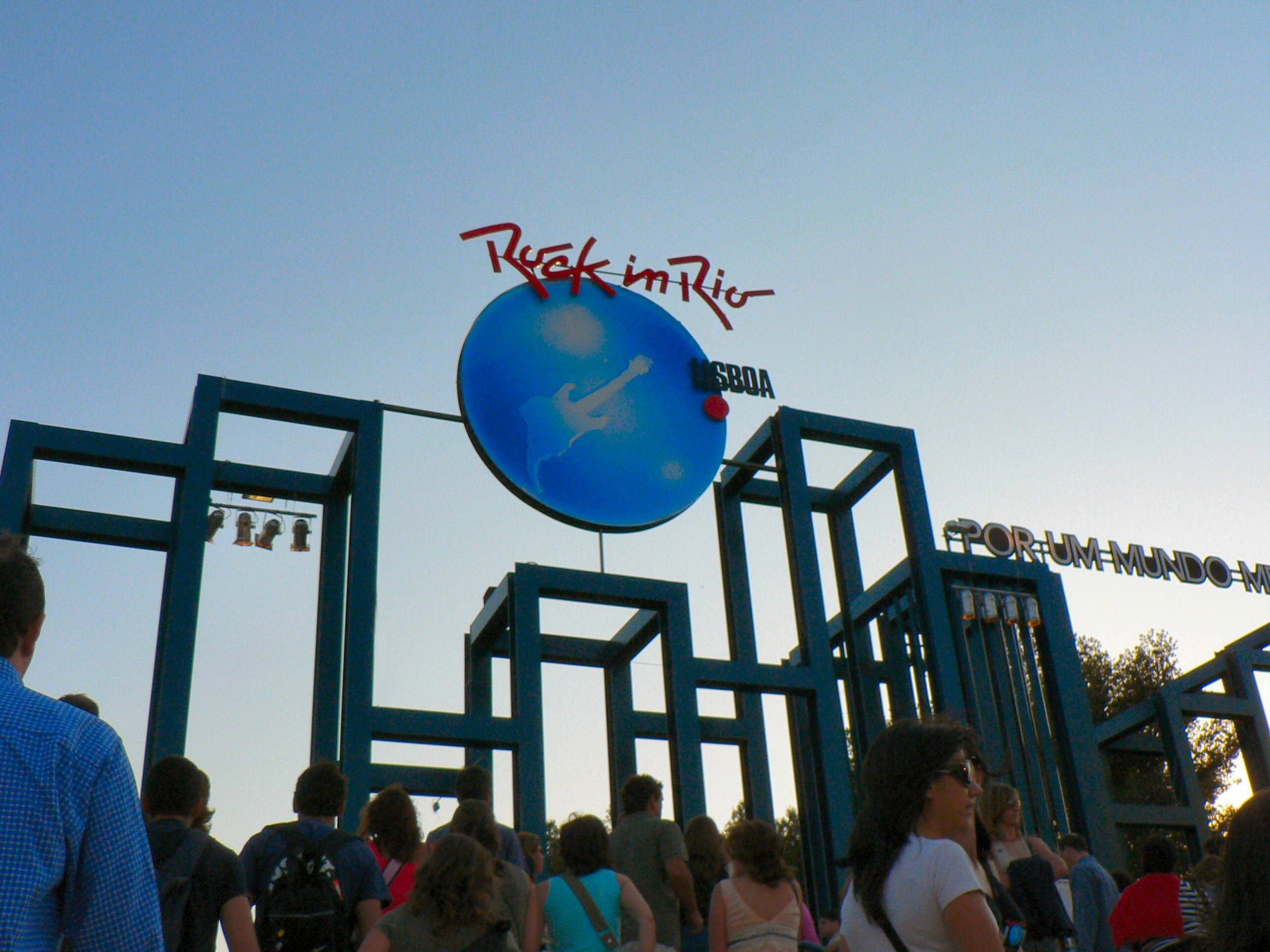
Вход на лиссабонский «Rock in Rio»

Rock in Rio (в переводе с англ. — «Рок в Рио») — серия рок-фестивалей, проводимых в Бразилии, а затем в Португалии и Испании.
Фестиваль восемь раз проводился в Рио-де-Жанейро (1985, 1991, 2001, 2011, 2013, 2015, 2017, 2019), восемь раз в Лиссабоне (2004, 2006, 2008, 2010, 2012, 2014, 2016, 2018) и три раза в Мадриде (в 2008, 2010 и 2012 годах). Шоу были организованы предпринимателем Роберто Мединой.
«Rock in Rio» был крупнейшим в мире фестивалем: 1,5 миллиона слушателей собрались на первом фестивале, 700 тысяч на втором, около 1,2 миллиона на третьем и около 350 тысяч на всех трёх Лиссабонских фестивалях.
Британская рок-группа Queen выпустила концертное видео Live in Rio с выступлением на первом фестивале в Рио-де Жанейро в 1985 году, а метал-группа Iron Maiden выпустила концертный альбом Rock in Rio с выступлением группы на третьем фестивале в 2001 году.

## Рио-де-Жанейро

### Rock in Rio
Первый фестиваль прошел с 11 по 20 января 1985 года. Queen, Джордж Бенсон, Род Стюарт, AC/DC и Yes были хэдлайнерами, каждый из которых был им в течение двух вечеров (только Бенсон не выступал во второй вечер, из-за большого опоздания на выступление в первый день фестиваля. Его заменил Джеймс Тейлор). Примерно 1.4 миллиона человек посетило фестиваль, в течение 10 дней.
Полный список выступающих на первом Rock in Rio:

| - 11/01 Пятница - Queen - Iron Maiden - Whitesnake - Baby Consuelo и Pepeu Gomes - Erasmo Carlos - Ney Matogrosso - 12/01 Суббота - Джордж Бенсон - Джеймс Тейлор - Al Jarreau - Gilberto Gil - Elba Ramalho - Ivan Lins - 13/01 Воскресенье - Род Стюарт - The Go-Go's - Nina Hagen - Blitz - Lulu Santos - Os Paralamas do Sucesso | - 14/01 Понедельник - Джеймс Тейлор - Джордж Бенсон - Alceu Valença - Moraes Moreira - 15/01 Вторник - AC/DC - Scorpions - Barão Vermelho - Eduardo Dusek - Kid Abelha e os Abóboras Selvagens - 16/01 Среда - Род Стюарт - Оззи Осборн - Rita Lee - Moraes Moreira - Os Paralamas do Sucesso - 17/01 Четверг - Yes - Al Jarreau - Elba Ramalho - Alceu Valença | - 18/01 Пятница - Queen - The Go-Go's - The B-52's - Lulu Santos - Eduardo Dusek - Kid Abelha e os Abóboras Selvagens - 19/01 Суббота - AC/DC - Scorpions - Ozzy Osbourne - Whitesnake - Baby Consuelo e Pepeu Gomes - 20/01 Воскресение - Yes - The B-52's - Nina Hagen - Blitz - Gilberto Gil - Barão Vermelho - Erasmo Carlos |

### Rock in Rio 2
Второй фестиваль прошел с 18 по 27 января 1991 года, на стадионе Маракана. Хедлайнерами были Guns N' Roses, Принс и Джордж Майкл, каждый из которых выступил во время двух ночей из десяти возможных. INXS, New Kids on the Block и a-ha так же стали хедлайнерами, но только в течение одной ночи.
Полный список выступающих на Rock in Rio 2:
| - 18/01 Пятница - Принс - Joe Cocker - Colin Hay - Jimmy Cliff - 19/01 Суббота - INXS - Билли Айдол - Карлос Сантана - Engenheiros do Hawaii - Supla - Vid & Sangue Azul - 20/01 Воскресение - Guns N' Roses - Билли Айдол - Faith No More - Titãs - Hanoi Hanoi | - 22/01 Вторник - New Kids on the Block - Run-DMC - Roupa Nova - Inimigos do Rei - 23/01 Среда - Guns N' Roses - Judas Priest - Queensrÿche - Megadeth - Lobão - Sepultura - 24/01 Четверг - Prince - Carlos Santana - Alceu Valença - Laura Finocchiaro - Serguei | - 25/01 Пятница - Джордж Майкл - Deee-Lite - Elba Ramalho - Ed Motta - 26/01 Суббота - A-ha - Happy Mondays - Paulo Ricardo - Debbie Gibson - Information Society - Capital Inicial - Nenhum de Nós - 27/01 Воскресение - Джордж Майкл - Lisa Stansfield - Deee-Lite - Moraes Moreira e Pepeu Gomes - Léo Jaime |

Выступление Guns N' Roses, 20 января, было первое с новым барабанщиком Matt Sorum и клавишником Dizzy Reed. Во время второго концерта Джорджа Майкла, 27 января, в день закрытия фестиваля, появился партнер Джорджа из группы Wham!, Andrew Ridgeley, он исполнил с Майклом несколько песен на бис. Бразильские музыканты страдали от плохого приема, группу Lobão забросали пивными банками из-за чего они не закончили своё выступление.

### Rock in Rio 3
Третий фестиваль Rock in Rio состоялся в 2001 году. Хедлайнерами в течение семи ночей стали Стинг, R.E.M., Guns N' Roses, 'N Sync, Iron Maiden, Silverchair, Нил Янг и Red Hot Chili Peppers. Iron Maiden записали своё выступление и выпустили концертный альбом Rock in Rio. Прибыль от продажи альбома, была направлена в фонд Клайва Барра, чтобы собрать средства для оплаты счетов, за лечение рассеянного склероза .
Полный список выступающих на Rock in Rio 3:
| - 12/01 Пятница - Стинг - Daniela Mercury - James Taylor - Milton Nascimento - Gilberto Gil - Orquestra Sinfônica Brasileira - 13/01 Суббота - R.E.M. - Foo Fighters - Beck - Barão Vermelho - Fernanda Abreu - Cássia Eller | - 14/01 Sunday - Guns N' Roses - Oasis - Papa Roach - Ira! & Ultraje a Rigor - Carlinhos Brown - Pato Fu - 18/01 Четверг - 'N Sync - Britney Spears - 5ive - Sandy & Junior - Aaron Carter - Moraes Moreira | - 19/01 Пятница - Iron Maiden - Rob Halford - Sepultura - Queens of the Stone Age - Pavilhão 9 - Sheik Tosado - 20/01 Суббота - Neil Young - Sheryl Crow - Dave Matthews Band - Kid Abelha - Elba Ramalho & Zé Ramalho - Engenheiros do Hawaii - 21/01 Воскресение - Red Hot Chili Peppers - Silverchair - Capital Inicial - Deftones - O Surto - Diesel |